# Tachuda nefanda
Tachuda nefanda är en fjärilsart som beskrevs av Max Wilhelm Karl Draudt 1932. Tachuda nefanda ingår i släktet Tachuda och familjen tandspinnare. Inga underarter finns listade i Catalogue of Life.